# Åtjärnen (Lycksele socken, Lappland, 719770-163046)
Åtjärnen är en sjö i Lycksele kommun i Lappland och ingår i Umeälvens huvudavrinningsområde. Sjön har en area på 0,208 kvadratkilometer och ligger 238,1 meter över havet. Sjön avvattnas av vattendraget Mösupbäcken. Vid provfiske har bland annat abborre, gers, gädda och mört fångats i sjön.

## Delavrinningsområde
Åtjärnen ingår i det delavrinningsområde (719769-162806) som SMHI kallar för Utloppet av Åtjärnen. Medelhöjden är 282 meter över havet och ytan är 10,58 kvadratkilometer. Räknas de 8 avrinningsområdena uppströms in blir den ackumulerade arean 90,29 kvadratkilometer. Mösupbäcken som avvattnar avrinningsområdet har biflödesordning 4, vilket innebär att vattnet flödar genom totalt 4 vattendrag innan det når havet efter 201 kilometer. Avrinningsområdet består mestadels av skog (87 procent). Avrinningsområdet har 0,7 kvadratkilometer vattenytor vilket ger det en sjöprocent på 6,6 procent.

## Fisk
Vid provfiske har följande fisk fångats i sjön:
- Abborre
- Gärs
- Gädda
- Mört
- Siklöja